# Rock industrial
El rock industrial es un género musical que emergió a finales de los años 70,  que se caracteriza por la mezcla de música industrial con elementos más específicos del rock, principalmente el electropunk y el punk rock. Las primeras agrupaciones en fusionar estos estilos fueron grupos de música post-punk y noise rock como Chrome, Killing Joke, Big Black, Foetus y Swans. A menudo se confunde este estilo con el metal industrial, aunque este último solo sea una variante del rock industrial.

## Estilo musical
El rock industrial utiliza los instrumentos típicos del rock, guitarras eléctricas, bajos y batería, combinándolos con instrumentos como sintetizadores, sampler, cajas de ritmos y demás instrumentos propios de la música electrónica. También suelen usar ruidos de fábricas o máquinas para crear un ambiente propiamente industrial.

## Orígenes e historia
El rock industrial fue creado a partir de su progenitora, la música Industrial que se desarrolló entre inicio y mediados de los años 70, entre la revolución del punk rock y la fiebre de la música disco. 

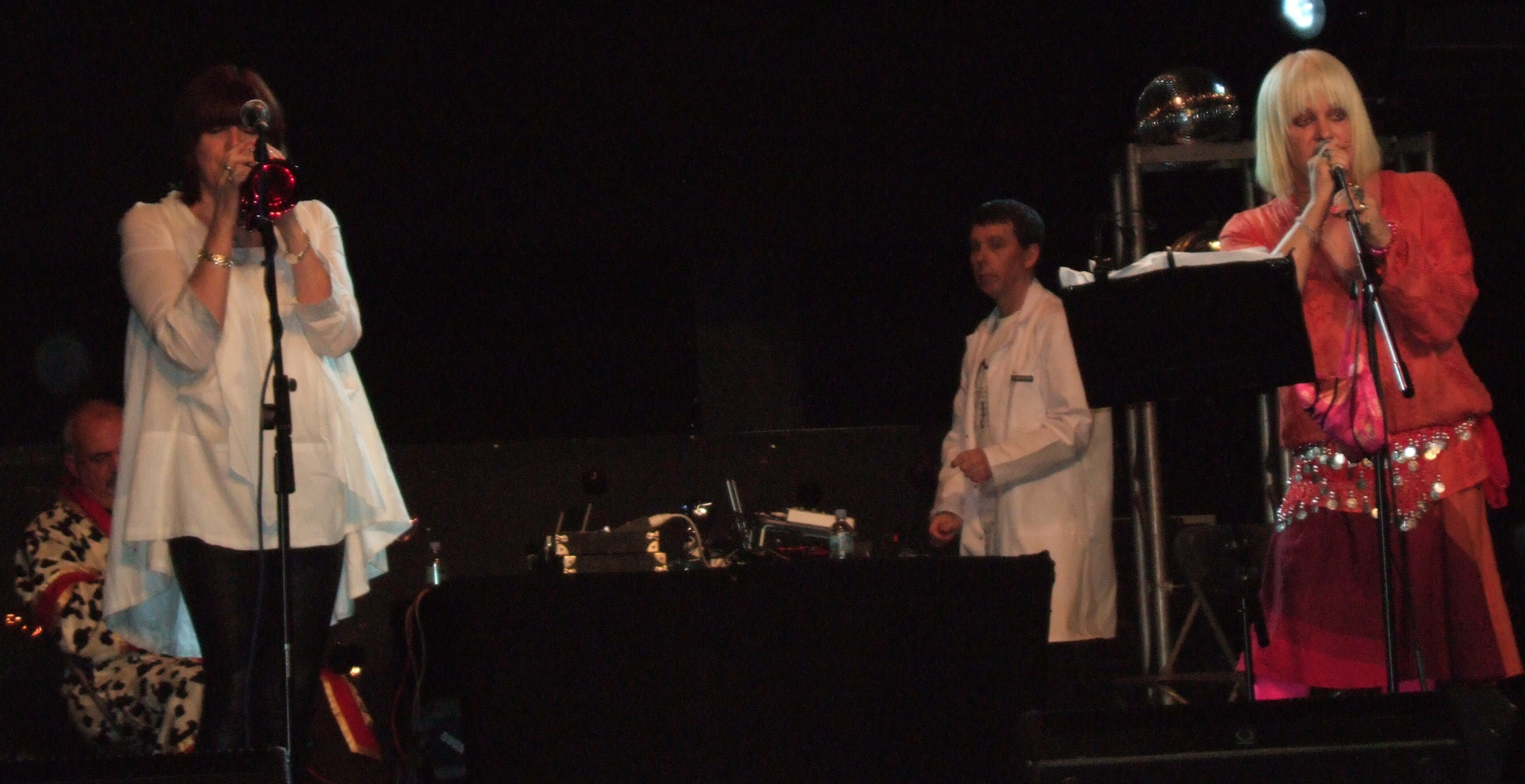
Throbbing Gristle en vivo en Londres, 2009. De izquierda a derecha: Peter Christopherson (al fondo), Cosey Fanni Tutti, Chris Carter y Genesis P-Orridge.

De acuerdo a Pietro Scaruffi, "El término "música industrial" fue usado por primera vez por Monte Cazazza, un compositor de vanguardia basado en San Francisco, pero el significado de "música industrial" fue definido en Sheffield, Inglaterra. Los artistas del performance habían empleado bandas sonoras para sus espectáculos agresivas y lúgubres desde los 1960s. Así como la tecnología mejoró, esas bandas sonoras se hicieron más y más extremas. La unión entre el arte de vanguardia y la música de vanguardia que data desde los días de Andy Warhol y los Velvet Underground fue revivida por el new wave, especialmente en California, y eventualmente aterrizó en Europa. Sheffield se convirtió en el emblema de la sociedad industrial". En Sheffield, las bandas Throbbing Gristle y Cabaret Voltaire fueron las pioneras de este género.
Throbbing Gristle, banda que evolucionó del grupo performance llamado COUM Transmissions, son considerados como los inventores de la música industrial, ya que en 1977 crearon el sello Industrial Records para dar a conocer sus grabaciones y las de proyectos underground similares.
Sus presentaciones en vivo, altamente confrontacionales, solían usar imágenes perturbadoras (incluyendo pornografía) y fotos de campos de concentración del régimen nazi, dándole al grupo una reputación notable. Sin embargo, el grupo siempre sostuvo que su misión era retar y explorar los lados más oscuros y obsesivos de la condición humana (en vez de hacer música atractiva). Su música combinaba la improvisación del free jazz y las técnicas de vanguardia de la musique concrete, con gritos aterradores, guitarras atonales y sonidos encontrados. También fueron pioneros en el uso de samples pregrabados y uso de efectos especiales para producir un trasfondo distintivo y altamente distorsionado. Uno de sus miembros, Chris Carter inventó un dispositivo llamado "Gristle-izer", tocado por Peter Christopherson, que se componía de un teclado de una octava y un número de máquinas de casete que disparaban varios sonidos pregrabados. Los instrumentos tradicionales eran tocados de forma no tradicional o de modo muy modificado. Además de la guitarra, batería o bajo, estos músicos también incorporaban nuevos instrumentos fabricados por ellos mismos, así como diferentes módulos de sintetizador y unidades de efectos para producir sonidos electrónicos. Además, tocaban a un volumen muy alto y ejecutaban sonidos en frecuencias sub-bajas y ultra-altas con el objeto de producir efectos físicos, llamando a este enfoque "música metabólica".
En 1978, Cabaret Voltaire firmaron con la discográfica Rough Trade Records. Con este sello editaron numerosos sencillos musicalmente experimentales que fueron muy aclamados, incluyendo "Extended Play", "Nag Nag Nag", "Three Mantras" y "3 Crepuscule Tracks", y álbumes tales como "The Voice Of America" (1980) y el aclamado "Red Mecca" (1981).
Durante esta época, hicieron giras por Europa, Japón y Estados Unidos, sin el apoyo de una discográfica mayoritaria, y editando un álbum en directo grabado en Japón en 1982, llamado "Hai!". En 1983, coincidiendo con el abandono de Chris Watson (que formó el grupo The Hafler Trio junto con Andrew M. McKenzie, antes de convertirse en ingeniero de sonido para la BBC y, posteriormente, solista), Cabaret Voltaire decidió conscientemente encaminar su sonido hacia una dirección más comercial, con el álbum The Crackdown (Virgin Records).
Aunque la etiqueta "industrial" fue inicialmente utilizada solo por un pequeño círculo de individuos asociados con Industrial Records en los 70, ya a partir de los años 80 pasó a identificar a toda una escena de músicos de vanguardia cuyas propuestas tenían poco en común entre sí. Estos artistas expandieron el género al empujarlo en direcciones más ruidistas y electrónicas. Con el tiempo, su influencia se extendió, pasando la música industrial a fusionarse con otros estilos como la música folk, el ambient y el rock, fusiones que se catalogan como música posindustrial. Entre los géneros híbridos más populares se encuentran el rock industrial y el metal industrial, con grupos como Nine Inch Nails y Ministry, que llegaron a lograr discos de platino en los años 1990. El electro-industrial es un desarrollo más moderno. Estos tres géneros suelen ser conocidos simplemente como industrial.
La variedad de los primeros proyectos calificados como industriales es notable: Whitehouse pretendía tocar "la música más brutal y extrema de todos los tiempos", [cita requerida] un estilo que en el libreto del álbum Psychopathia Sexualis de 1982, llamarían power electronics, nombre que terminó imponiéndose a partir de la compilación en casete llamada Power Electronics que editó la revista Audio Cassette Magazine en 1986. Un colaborador de los primeros tiempos de Whitehouse, Steven Stapleton, formó Nurse With Wound, que experimentaba con escultura de ruido y collage sonoro. 23 Skidoo, como Clock DVA, fusionaban la música industrial con música de baile afroamericana, pero también llevaban a cabo una respuesta a la world music. Había experimentos que con bajo presupuesto y casi nula preparación artística buscaban emular a la musique concrete (como Zoviet France o los primeros trabajos de Nurse With Wound, que luego fue derivando hacia la cacofonía dadaísta en títulos como como los EPs Gyllenskold y Brained By Falling Masonry, ambos de 1984); otros experimentaban con el ritmo y la textura  (This Heat);  otros creaban música enteramente a partir de sonidos percusivos "encontrados", usando principalmente objetos metálicos (Test Dept); algunos intentaban re interpretar la música ambiental de Brian Eno y los sonidos étnicos  (Lustmord, O Yuki Conjugate);  el grupo neoyorquino Swans fue inspirado por la escena no wave local, así como por el punk rock, la música noise (particularmente Whitehouse), así como los grupos originales de música industrial. Big Black de Steve Albini siguió un camino similar, también incorporando hardcore punk estadounidense. Big Black también ha estado cercanamente asociado con el post-hardcore y el noise rock.  En Alemania, Einstürzende Neubauten mezclaban percusión de metal, guitarras e instrumentos no convencionales (como el martillo mecánico y los huesos) en performances en las que muchas veces provocaban daños en el local donde tenían lugar. Su líder Blixa Bargeld, inspirado por Antonin Artaud y su entusiasmo por las anfetaminas, originó en Berlín un movimiento artístico llamado Die Genialen Dilettanten, que tenía el objetivo de revolucionar la escena musical usando sierras, palas, taladros y demás herramientas de la construcción como instrumentos musicales. Bargeld es particularmente conocido por su tonmo de voz muy agudo, sus siseos estremecedores y sus experimentos con la guitarra,instrumento que toca con todo tipo de objetos. En enero de 1984, Einstürzende Neubauten llevaron a cabo un Concierto para Voz y Máquinas en el Institute of Contemporary Arts, taladrando el suelo y dando lugar posteriormente a disturbios. Este evento llegó a las primeras páginas de los periódicos en Inglaterra.  
Otros generaron toda una escena que exploraba una instancia esotérica: así, tras la disolución de Throbbing Gristle dos de sus miembros: Genesis P. Orridge y Peter Christopherson fundaron Psychic TV y firmaron por un sello discográfico importante. Su primer álbum era mucho más accesible y melódico de lo habitual en la música industrial, e incluía el trabajo de músicos profesionales contratados. Sin embargo, su trabajo posterior volvió al collage sonoro y a los elementos ruidistas de la primera música industrial. También tomaban elementos del funk y de la música disco. Hacia el final de este período, en 1988, P-Orridge se inclinó por los sonidos en boga del acid house y el techno incorporando para ello al artista techno Fred Gianelli. En 1981 P-Orridge también fundó Thee Temple Ov Psychick Youth, comenzó siendo una especie de club de fans de Psychic TV, pero pronto se convirtió en una organización cuasi religiosa que producía vídeo arte y se centraba en los aspectos mágicos y psíquicos del cerebro humano unidos a una «sexualidad sin culpabilidad».  Un gran número de otras bandas y músicos relacionados con la escena industrial están o estuvieron unidos estrechamente con TOPY, como: Marc Almond y Soft Cell, Coil, Throbbing Gristle, Psychick Warriors Ov Gaia, Skinny Puppy y Current 93.
Las aspiraciones comerciales de Psychic TV fueron gestionadas por Stevo de Some Bizzare Records, que publicó muchos de los últimos trabajos de otros músicos industriales como Einstürzende Neubauten, Test Dept, y Cabaret Voltaire. Cabaret Voltaire, ya por entonces, se habían hecho amigos de New Order y comenzaron a practicar una forma de electropop bailable similar. Peter Christopherson dejó Psychic TV en 1983 y formó Coil con su pareja John Balance. Coil hacía uso de gongs en intento de conjurar energías "marcianas y homosexuales". Su obra exploraba temas relacionados con lo oculto, la sexualidad, la alquimia, y las drogas a la vez que incorporaban elementos de otros géneros como el rock gótico, el neofolk, el dark ambient, e incluso del acid house en su lanzamiento de 1991 Love's Secret Domain. El título era un acrónimo de LSD y, aunque el dúo no pensó el disco como orientado al baile, se vieron influidos por la nueva escena de música y drogas alucinógenas que por esos años comenzaba a emerger alrededor de la cultura rave. AllMusic califica al dúo como "uno de los más amados y mitologizados, grupos en emerger de la escena industrial y post industrial británica".
David Tibet, un amigo de Coil, formó Current 93; ambos grupos estaban inspirados por las anfetaminas y el LSD. En 1984 Current 93 editó LAShTAL. De un sonido industrial y ruidoso pasó luego por discos como No Hiding From The Blackbird (con Nurse With Wound), Nature Unveiled, Dogs Blood Rising y Nightmare Culture, donde se mantuvo este tipo de sonido para más tarde comenzar a utilizar guitarras acústicas, flautas, violines, pianos, voces más sedantes y prestando atención a que la disonancia cree la atmósfera adecuada. Tibet llamó a esto Apocalyptic Folk, y es considerado uno de los pilares del género luego conocido como Neofolk. 
J. G. Thirlwell, coproductor australiano de Coil, desarrolló una versión de black comedy en la música industrial, tomando elementos de la música lounge así como del noise. Fundó su propio sello, Self-Immolation donde comenzó a editar bajo el seudónimo de Foetus, que luego tuvo distintas variantes.
El trío suizo The Young Gods, que deliberadamente se abstuvo de guitarras eléctricas en favor de un sampler, también se inspiró en el hardcore y el industrial, igualmente en deuda con Bad Brains y Foetus.
A mediados de 1984, la banda alemana KMFDM lanza su álbum debut Opium, siendo uno de los primeros álbumes del género rock industrial como algo tangible y concreto, añadiéndole sonidos de maquinaria, voces grabadas y sonidos oscuros, algo que añadió por completo una de las características más típicas y principales del rock industrial, y que años después, serían heredadas por el metal industrial en los años 90. 

## Años 90 y éxito comercial

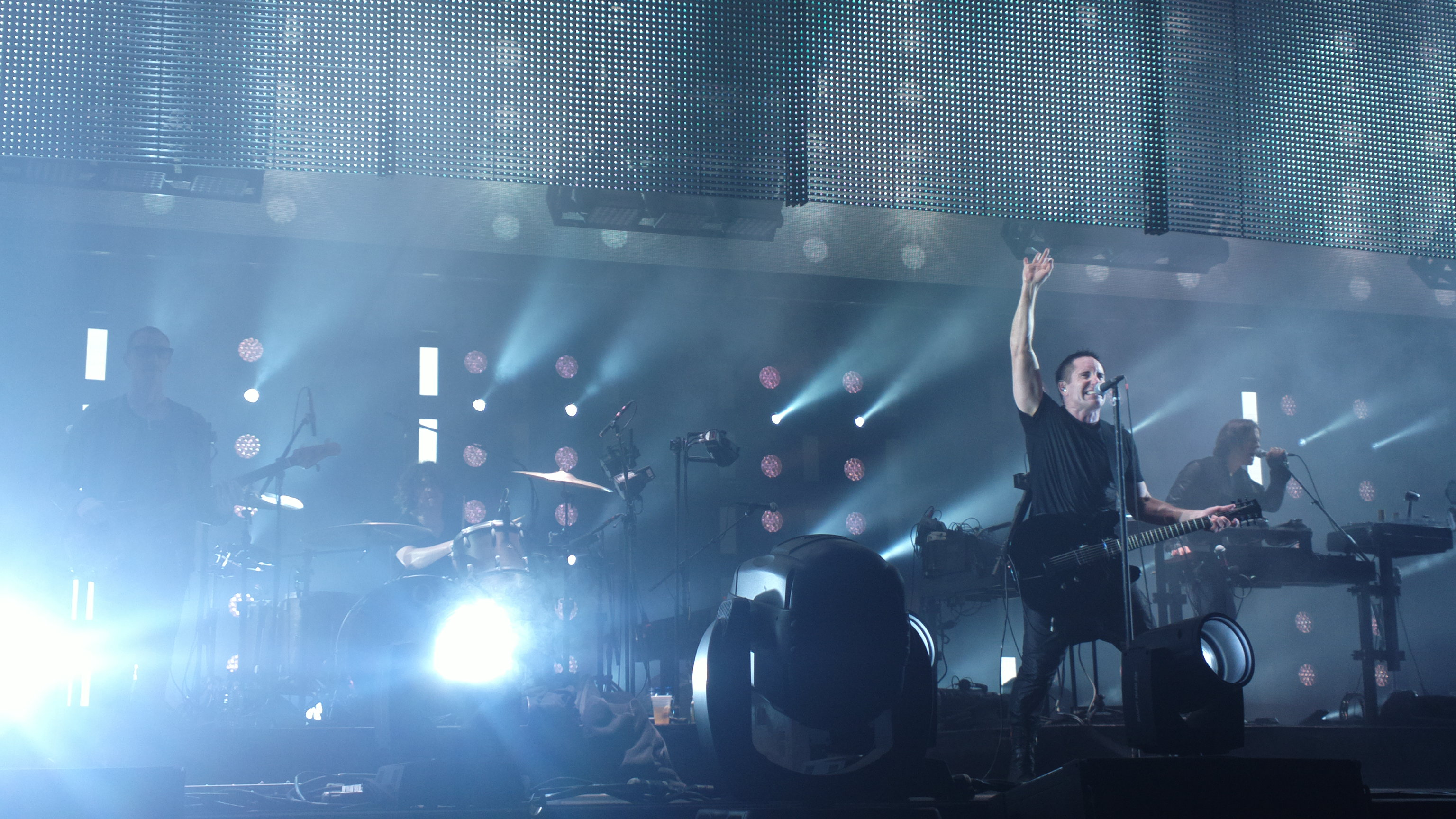
La banda estadounidense Nine Inch Nails influenció mucho al género del rock industrial para los años 90 con su álbum debut Pretty Hate Machine

A inicio de los años 90, fue la época donde emergieron muchos grupos de rock industrial y álbumes del género, tanto de Estados Unidos como de Europa.
La banda Sister Machine Gun lanza su primer trabajo Sins of the Flesh (1992); la banda Chemlab saca su primer trabajo discográfico titulado Burn Out at the Hydrogen Bar (1993), el grupo 16volt produce su primer material Wisdom (1993); The Downward Spiral (1994) de Nine Inch Nails cosechó éxitos al igual que su predecesor; la banda Stabbing Westward realiza su primer álbum Ungod (1994); aparece el álbum debut del grupo Godhead titulado de forma homónima (1994); la banda Filter es formada en 1993, después de que Richard Patrick, antiguo guitarrista de Nine Inch Nails, abandonara la banda después de diferencias con su líder Trent Reznor; su álbum debut Short Bus (1995) fue bien recibido en su lanzamiento y su sencillo más popular fue la canción "Hey Man, Nice Shot" que apareció en la cadena MTV; el multinstrumentalista sueco Tim Sköld (exmiembro de KMFDM) lanza su álbum debut en solitario Skold (1996); el grupo Gravity Kills lanza su primer trabajo bajo el mismo nombre homónimo (1996); la banda Deadsy lanza su primer álbum homónimo (1997); el grupo Orgy saca su primer disco Candyass (1998) con el cover de "Blue Monday" de la banda británica de Synthpop New Order, cosechando alguno de estos grupos éxitos comerciales.

## Metal industrial
No obstante, el verdadero gran éxito comercial tuvo lugar a mediado y finales de los años 90, con el ascenso del metal industrial. Este género se desarrolló hasta el punto de finalmente obtener verdadera notoriedad tanto entre el público general como entre el público metalero con grupos como Ministry, Nine Inch Nails, Fear Factory, Rob Zombie, Marilyn Manson, Rammstein, Static-X, Powerman 5000 entre otros. 

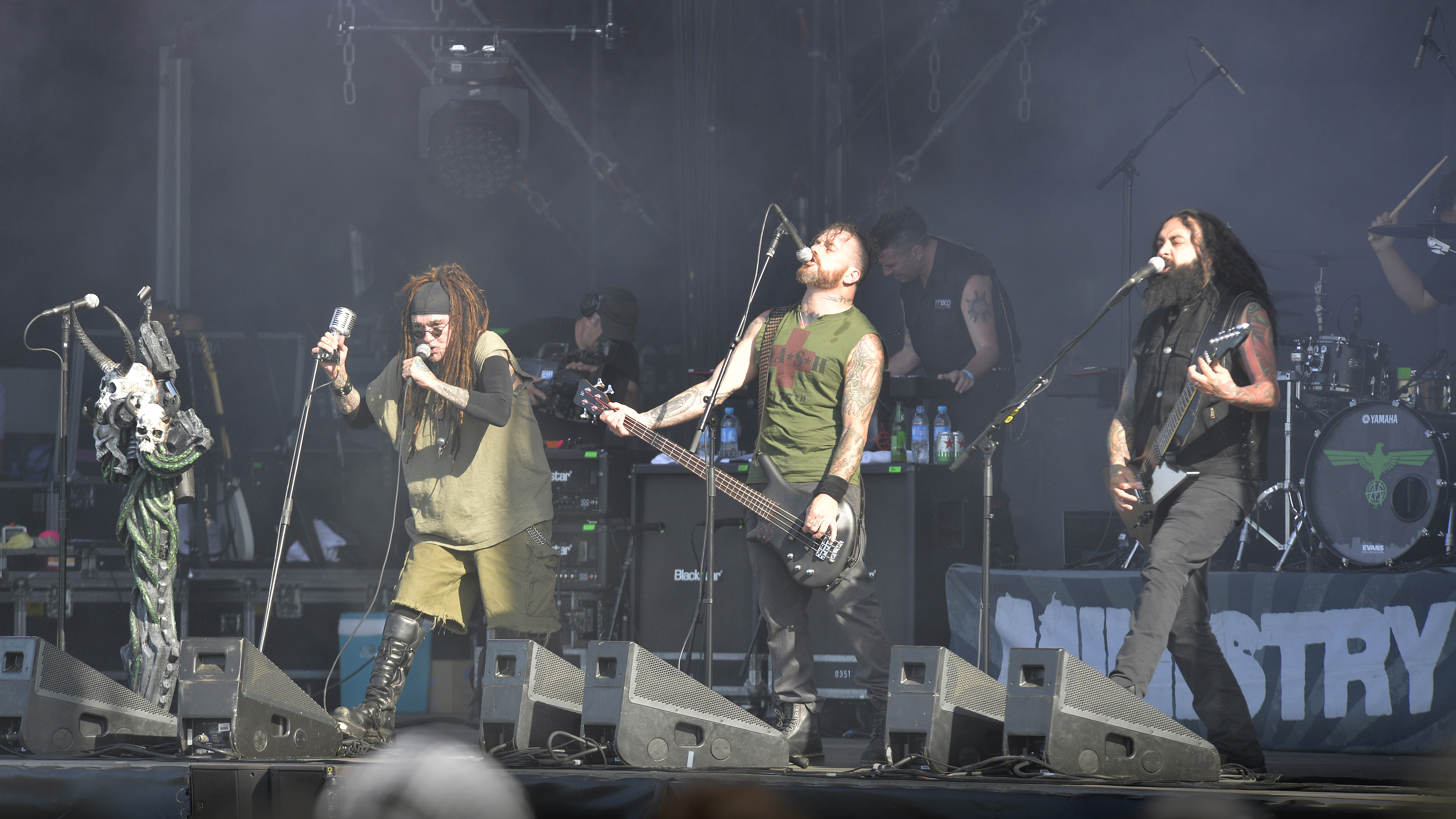
El grupo estadounidense Ministry

La historia del género puede retrotraerse a octubre de 1988, cuando los estadounidenses Ministry, lanzan su tercer álbum The Land of Rape and Honey, haciendo un cambio muy significativo, dándole más énfasis a sonidos de rock, con guitarras fuertes y sonidos industriales, a diferencia de sus anteriores trabajos, donde abarcaban estilos más suaves y electrónicos como New Wave, Synthpop y EBM. 

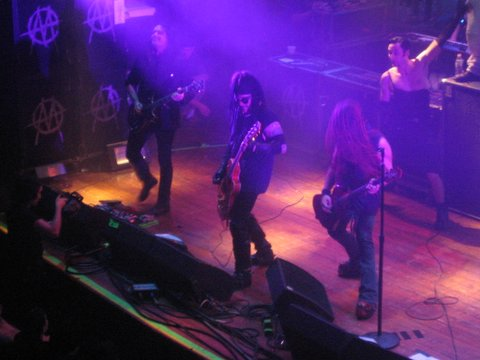
Al Jourgensen (centro) con Revolting Cocks

A su vez para octubre de 1989, la recién formada banda estadounidense Nine Inch Nails saca al mercado su álbum debut Pretty Hate Machine que fue muy bien recibido y alabado tanto por el público como por la crítica musical. El disco fue grabado por completo por su líder Trent Reznor (excepto por la batería) donde utilizó el “tiempo muerto” del estudio para grabar y desarrollar su propia música. Grabó una demo tocando él mismo, en su mayoría, guitarras, teclados, drum machines y samplers, todo eso con sonidos industriales experimentales. Reznor afirmó que grabó casi todo él solo porque era incapaz de encontrar músicos que tocaran el material como él quería, por lo cual, inspirado por el cantante y compositor Prince, tocó todos los instrumentos, a excepción de la batería; sin duda alguna, este álbum fue una fuerte base y total inspiración para muchas bandas de rock y metal industrial que surgieron a partir de los años 90. 
Otro de los pioneros en esa fusión fue Justin Broadrick, procedente de la banda de death metal Napalm Death, quien en 1988 fundó Godflesh. Su fórmula, basada en guitarras distorsionadas, bajos y potentes ritmos electrónicos, lo convierte en pionero en el metal industrial, el metal vanguardista, el post-metal y el sludge metal.
En 1995, White Zombie publican su último álbum Astro-Creep: 2000, si bien White Zombie suele ser considerada a menudo una banda de Groove Metal, en este álbum tuvo un sonido mucho más pesado (orientado al Metal Alternativo y Metal Industrial), esto debido a que para este álbum se contó con afamados músicos de estudio como el teclista Charlie Clouser, que había trabajado con artistas de este género tales como Nine Inch Nails, Rammstein, Marilyn Manson o Killing Joke. Fue el álbum más vendido de White Zombie, siendo certificado Doble Platino por la RIAA y vendiendo más de 2,6 millones de copias en Estados Unidos desde su lanzamiento. El álbum fue nominado al premio Grammy por Mejor Ingeniería de Grabación y el sencillo de mayor éxito de la banda, More Human Than Human, nominado al Premio Grammy a la Mejor Interpretación de Metal en 1996.  
Después de la disolución de White Zombie en 1998, Rob Zombie comienza su carrera como solista y en ese mismo año publica su primer disco en solitario, Hellbilly Deluxe, el cual sirvió de gran aporte al género y ayudó a popularizarlo aún más a principio de los años 2000. El álbum demostró ser un éxito comercial, alcanzando los cinco primeros del Billboard 200 y vendiendo más de tres millones de copias en los Estados Unidos. Hellbilly Deluxe vendió más que todos los lanzamientos de Zombie con su antigua banda y lo estableció como un exitoso solista. El álbum fue precedido por el lanzamiento del sencillo debut de Zombie, " Dragula ". La canción fue un éxito en los Estados Unidos vendiendo más de 717 mil copias para el año 2010 y apareció en la lista de sencillos del Reino Unido. 
No es hasta el mismo año 1994 que Rammstein despegaría el nuevo apogeo del heavy metal con pequeños toques de industrial con letras exclusivamente en alemán (país de donde vienen las raíces del género), logrando vender más de 15 millones de copias en todo el mundo y siendo ganadores en dos ediciones de los premios Grammy en la categoría de mejor interpretación de metal, siendo de los pocos grupos que han logrado tal éxito con letras escritas en alemán aparte del inglés. La segunda revolución no vino hasta sino el año 1996, año en el que Marilyn Manson logra entrar en su época de mayor apogeo. Sencillos como The Beautiful People, The Dope Show, Rock is Dead, mOBSCENE y This Is the New Shit marcaron la historia del metal industrial. En 1999 aparece el álbum debut de la banda Static-X "Wisconsin Death Trip", que vendió cerca del millón de copias en Estados Unidos en su lanzamiento, y es considerada uno de los álbumes más famosos de la banda y contiene alguno de los temas más famosos del metal industrial tales como "Push It" y "I'm With Stupid", luego en su segundo álbum "Machine" también obtuvieron buenas críticas y consiguieron otros populares sencillos como "Cold" y "Black And White".
Toda una sección de la escena metalera fue asimilando poco a poco los sonidos electrónicos e industriales, pese a que muchos de ellos desconocían por completo el resto de la escena industrial: grupos como Strapping Young Lad, Static-X o Dope son representativos de esta tendencia. También Max Cavalera, cantante de Sepultura, formó como proyecto paralelo Nailbomb, una colaboración con Alex Newport, que también combina metal extremo con técnicas de producción industriales.
El metal industrial es probablemente el único subgénero de la música industrial que ha encontrado una gran audiencia, hasta el punto de que el término ha sido mal utilizado para englobar a ciertos grupos crossover o para designar para el público metalero a cualquier grupo particularmente contundente que utilice la electrónica.

## Principales discográficas
- 21st Circuitry (USA)
- Cleopatra Records
- COP Int'l (USA)
- Fifth Colvmn Records (USA)
- Glitch Mode Recordings (USA)
- Invisible Records
- Metropolis Records
- Nothing Records
- Re-Constriction Records (USA)
- Wax Trax! Records